# Barbara Hutton
Barbara Woolworth Hutton (Nova Iorque, 14 de novembro de 1912 — Beverly Hills, 11 de maio de 1979) foi uma socialite americana. Sendo uma das três herdeiras do multimilionário Frank Winfield Woolworth, dono da gigante rede de lojas Woolworth espalhadas pelo mundo, era considerada na altura uma das três mulheres mais ricas do mundo, com uma fortuna avaliada em 50 milhões de dólares (o equivalente a mais de 1 mil milhões de dólares actualmente). Quando morreu, só restavam 3 500 dólares na sua conta bancária.
Devido à sua vida atribulada e sempre perseguida pelos meios de comunicação, ficou conhecida como a "Pobre menina rica".

## Infância
Barbara Hutton nasceu em Nova Iorque no dia 14 de novembro de 1912, filha única de Franklyn Laws Hutton e Edna Woolworth. Edna era uma das três filhas do milionário Frank Winfield Woolworth, fundador da Woolworth, uma grande e bem sucedida rede de armazéns conhecida por vender produtos a 5 e 10 cêntimos em todo o mundo.
Edna Woolworth casou em 1907, aos 24 anos, com Franklyn Laws Hutton (1877 — 1940). Franklyn Hutton era um investidor rico e bem-sucedido, co-fundador da empresa de investimentos e corretagem "EF Hutton & Company", detida também pelo seu irmão Edward Francis Hutton. Entre 1920 e 1935, Edward Francis foi casado com a herdeira dos cereais Marjorie Merriweather Post, de quem teve uma filha, a atriz Dina Merrill (nascida Nedenia Hutton). As infidelidades do seu marido e o fato de ele ser alcoólatra causaram uma enorme infelicidade no casamento e depressão, tendo o pai de Edna inclusive ter sugerido o divórcio. Edna procura fugir da solidão e desenvolve uma estreita amizade com Bud Bouvier, irmão mais novo de John Vernon Bouvier, pai de Jacqueline Kennedy Onassis. Embora tenha existido um romance entre eles, Bud Bouvier acaba por casar com uma mulher mais jovem. Tragicamente, em 2 de maio de 1918, Edna, com 35 anos, comete suicídio. Barbara, então com cinco anos, descobre o corpo da sua mãe sem vida, o que será para ela um traumatismo para toda a vida.
 Barbara herda então os bens da mãe e o seu pai passa a fazer a gestão desse património. Em 1926, o seu pai casa com Irene Curley Bodde e, embora Barbara mantenha uma relação fria com eles, o pai administra e investe sabiamente o seu património, aumentando-o gradualmente nos anos seguintes até ela atingir os 21 anos de idade.
Após a morte de sua mãe, Barbara é praticamente abandonada pelo pai, vivendo algum tempo na casa do tio, Edward Hutton e depois na enorme mansão do seu avô, Winfield Hall em Long Island. Torna-se uma criança introvertida e de relacionamento difícil com outras da mesma idade, adotando o hábito de oferecer os seus brinquedos para conquistar a sua atenção.
Seu avô Frank Woolworth morre subitamente aos 66 anos de idade, de uma infecção dentária na sua mansão em Glen Clove, Long Island, a 8 de abril de 1919, tendo na altura Bárbara 7 anos. A sua avó Jennie tinha piorado de saúde mental nos últimos anos, encontrando-se praticamente demente nesta altura. Devido a esse fato, Frank Woolworth tinha redigido um novo testamento que iria dispersar a sua fortuna pela família, amigos, empregados e instituições de beneficência, mas não foi a tempo de ser executado. Assim, acabou por prevalecer o anterior, que designava a sua mulher como herdeira universal de todos os seus bens. Foi então necessário constituir uma comissão, formada por Hubert Parson, presidente da empresa e pelas suas duas filhas: Helena (casada com Charles MacCann) e Jessie (casada com James Paul Donahue).
Em 1924, após a morte de Jennie Woolworth, a fortuna avaliada em 84 milhões de dólares é dividida em três partes iguais, sendo herdeiras as duas filhas Helena e Jessie e a neta Barbara. Como Barbara é menor, a sua parte (28 milhões de dólares) fica sob a responsabilidade do seu pai e é administrada por ele, até ela completar os 21 anos de idade.
Nesta altura Barbara vive separada dos pais, é criada por governantas e protegida por seguranças. É educada em escolas particulares de elite, como a Miss Porter's School e no verão faz viagens regulares à Europa. O seu primo Jimmy Donahue torna-se o seu amigo mais próximo e confidente.

## Adolescência
Em 1930, Barbara cumpre o seu 18.º aniversário e, de acordo com as tradições da alta sociedade novaiorquina, é organizado em 21 de dezembro um baile de debutante em sua honra, no "Hotel Ritz-Carlton" em Manhattan.
Os Estados Unidos viviam na altura um período grave de recessão, devido à queda da bolsa de valores. A festa de Barbara, apesar da crise, foi de um luxo sem precedentes e muito criticada na altura pela população sem trabalho e recursos financeiros. Neste evento para mil convidados, foram necessárias quatro orquestras e 200 criados para servir. Consumiram-se milhares de garrafas de champanhe e calcula-se ter custado 60 000 dólares. Compareceram as famílias mais ricas e célebres da sociedade, como "Astor", "Rockefeller" e a herdeira da indústria de tabaco Doris Duke, tendo sido contratados para cantar Rudy Vallée e Maurice Chevalier. Nesse baile, Barbara conheceu e apaixonou-se por Phil Plant, um conhecido playboy com reputação de gostar de carros desportivos e romances interesseiros. O pai de Barbara não aprova o relacionamento e planeia uma viagem na perspectiva da filha o esquecer.
No ano seguinte, Barbara viaja com o pai e madrasta para a Europa e em 19 de maio é apresentada, no Palácio de Buckingham ao Rei Jorge V e Rainha Maria. Seguem depois para Paris onde Barbara conhece Elsa Maxwell, famosa por organizar festas em que são apresentadas mulheres ricas a representantes empobrecidos da realeza europeia.
Em 1933, no auge da Grande Depressão, Barbara Hutton herda no seu 21.º aniversário, a parte da sua mãe e da avó, perfazendo um total de cerca de 50 milhões de dólares (equivalente a mais de mil milhões atualmente) tornando-a uma das três mulheres mais ricas do mundo. Como recompensa, dá ao pai 5 milhões, por ele sabiamente ter aumentado (praticamente para o dobro) o valor da sua herança inicial.
A partir desse instante, os mídia seguem todos os seus passos e, apesar de ser retratada como a jovem mulher que tinha tudo, o público não tinha ideia dos seus problemas psicológicos, que a levaram a uma vida inteira de vitimização, exploração, abusos e drogas.

## Casamentos

### Alexis Mdivani
Em janeiro de 1933, Barbara viaja para o Extremo Oriente e conhece em Banguecoque Alexis Zakharovitch Mdivani (1905 — 1935), um príncipe russo da Geórgia, divorciado de Louise Astor Van Hallen. O noivado é anunciado em Abril desse ano e deixa indignado o pai de Barbara, pois ainda não tinha cumprido os 21 anos que lhe dariam o acesso definitivo a toda a sua imensa fortuna. Barbara encomenda de imediato três Rolls-Royce e oferece um ao pai.
Barbara e Alexis firmam um acordo pré-nupcial protegendo-a em caso de divórcio e dá ao futuro marido 1 milhão de dólares além de um substancial subsídio anual. Em 20 de junho casam-se em Paris, numa cerimónia civil e em 22 numa catedral ortodoxa russa, seguida de uma celebração tão faustosa que a imprensa critica duramente a nova princesa, por gastar tanto dinheiro neste casamento. Com 70 malas de bagagem, iniciam a lua de mel em Itália, depois China e Japão. Barbara oferece em todo o lado presentes ao marido e ele torna-se tão exigente que no final de 1934, o casamento parece condenado. Barbara inicia o processo de divórcio que fica concluído em maio de 1935. Midvani admite mais tarde nunca ter amado a mulher e que o casamento teria sido orquestrado de forma interesseira pela irmã, Roussie (Carmen du Sautoy).
Em 1 de agosto de 1935, Midvani morre aos 30 anos subitamente num acidente de automóvel em Figueras, Espanha, quando transportava no seu Rolls-Royce a Baronesa Maud Von Thyssen a uma estação de comboio. Barbara fica surpreendida por ser contemplada no testamento com 400 000 dólares, um quinto do total dividido também por dois irmãos e irmãs.

### Kurt Reventlow
Logo após o divórcio de Midvani, Barbara casa em 1935 com Kurt Reventlow, nascido Kurt Heinrich Eberhard Erdmann Georg von Haugwitz-Hardenberg-Reventlow (1895 — 1969), um conde dinamarquês. Em 24 de fevereiro de 1936, Barbara dá à luz em Londres um filho, Lance Reventlow (nascido Lawrence Graf von Haugwitz-Hardenberg-Reventlow) num parto muito complicado e que quase lhe tira a vida. Barbara fica então a saber que não poderá mais ter filhos.

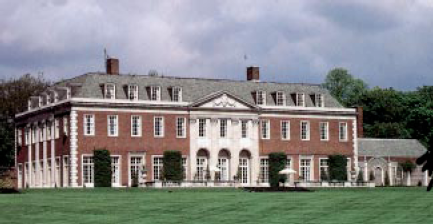
Winfield House - Embaixada dos Estados Unidos no Reino Unido (2006).

Preocupada com as ameaças de raptarem seu filho e com a insistência do marido, decide comprar em Londres uma casa maior e mais segura. Aceitando a sugestão de alguns amigos, adquire "St. Dunstan´s Villa", uma casa com um grande terreno de 12 acres e que tinha sido abandonada, após ter sido parcialmente destruída por um incêndio. Depois de demolir a casa existente, faz então grandes obras e ergue uma enorme mansão estilo Georgiano a que dá o nome Winfield House, em homenagem ao seu avô materno. Uma alta rede de segurança foi construída à volta do perímetro, plantaram-se milhares de árvores e sebes e o interior foi decorado com móveis antigos, obras de arte e pinturas, tapeçarias, mármores, etc. Depois do Palácio de Buckingham seria a casa com maior terreno no centro de Londres, estimando-se que Barbara terá gasto 5 milhões de dólares.
Reventlow foi dos maridos de Barbara que mais a abusou, verbal e fisicamente, tendo-a pressionado a mudar para a cidadania dinamarquesa, alegando que pagaria assim menos impostos. Em 16 de dezembro de 1937 renuncia à cidadania norte-americana, o que se torna um escândalo nos Estados Unidos. Segundo a lei na Dinamarca, Reventlow herdaria toda a fortuna da mulher em caso de morte e especulava-se que ele teria um plano para a assassinar. Depois de ter ocorrido um episódio em que Reventlow a agride fisicamente, Barbara faz queixa à policia e ele é preso. Nesta altura ela começa a abusar de drogas e a desenvolver anorexia nervosa, situação que a acompanhará para o resto da sua vida. Inicia-se um processo complicado de divórcio que termina em 1938 e Barbara consegue obter a custódia do seu filho.
Com a ameaça da Segunda Guerra Mundial, Barbara decide regressar aos Estados Unidos e instala-se na Califórnia.

### Cary Grant
Durante a Segunda Guerra Mundial, Barbara tenta melhorar a sua imagem pública, dando dinheiro para apoiar as forças militares francesas e doado o seu enorme iate Lady Hutton para o governo dos Estados Unidos. Autorizou também que a sua mansão em Londres, Winfield House fosse utilizada pela Força Aérea Real inglesa.
Em 5 de dezembro de 1940, morre na Carolina do Sul, o pai de Barbara, Franklyn Hutton com 63 anos, vítima de cirrose hepática.
Vivendo na Califórnia, conhece nessa altura em Hollywood o famoso ator de cinema Cary Grant, nascido Archibald Alexander Leach (1904 — 1986), casando-se a 18 de julho de 1942. A imprensa trata jocosamente o casal por Cash&Cary, mas no entanto Grant foi o único marido que nunca se interessou pelo dinheiro da mulher, tendo-se aproximado do filho e feito o seu papel de padrasto, dando-lhe até mais atenção que a própria mãe. Grant sempre quis constituir uma família e sabia que Barbara não lhe podia dar filhos. Na altura ele era um astro de cinema e dispendia muito do seu tempo nas filmagens, razão que terá levado Barbara a afastar-se, acabando por se divorciarem amigavelmente em 1945. Grant foi o único marido de Barbara que não recebeu qualquer compensação financeira pelo divórcio e manteve-se sempre seu amigo e do filho Lance.

### Igor Troubetskoy
Com o fim da Segunda Guerra Mundial em 1945, Barbara vende, pela simbólica quantia de 1 dólar ao governo dos Estados Unidos, a sua mansão londrina Winfield House, recebendo uma carta de agradecimento do Presidente Harry Truman.
Em 1946 deixa os Estados Unidos e viaja até Tânger onde adquire um enorme palácio marroquino de nome "Sidi Hosni", tendo para isso dobrado a oferta feita pelo Generalíssimo Franco de Espanha pelo imóvel. Nessa casa organiza festas intermináveis e torna-se mais dependente das drogas, combinando pílulas, álcool e haxixe. Alimentava-se muito pouco, parecendo sobreviver unicamente de drogas, café e cigarros.
Tem sorte de nessa altura viajar até Paris e conhecer Igor Troubetzkoy, nascido Igor Nikolaievitch Trubetzkoy (23 de agosto de 1912 – 20 de dezembro de 2008), um príncipe russo expatriado de poucos recursos financeiros mas bem relacionado na alta sociedade. Ele amava Barbara e em 1 de maio de 1947 casam-se em Zurique. Apaixonado por automóveis, torna-se nesse ano o primeiro a conduzir um Ferrari num Grande Prémio de automobilismo, no Mónaco. Durante o casamento, Troubetskoy tenta diminuir a dependência que a mulher tinha de drogas, mas o que vê são médicos a dar-lhe injeções de vitaminas e a cabeceira da cama cheia de pílulas. Faz então um ultimato, mas Barbara diz-lhe que pretende só um companheiro sem exigências. A convivência entre ambos torna-se insuportável e ele pede o divórcio, que acontece em 31 de outubro de 1951. Barbara está de novo sozinha e corre a notícia que terá tentado o suicídio. A imprensa cada vez mais se refere a ela como "Pobre menina rica" uma vez que este era já o seu 4.º casamento sem sucesso.

### Porfirio Rubirosa
Porfirio Rubirosa, nascido Porfirio Rubirosa Ariza (1909 — 5 de julho de 1965), originário da República Dominicana era um diplomata reformado, jogador de pólo e um playboy de fama internacional, tendo sido casado com a herdeira milionária americana Doris Duke e casos conhecidos com as atrizes Kim Novak, Ava Gardner, Jayne Mansfield e Marilyn Monroe.
As suas caraterísticas físicas e performances amorosas eram lendárias na altura em que Barbara o conheceu e facilmente se apaixonou por ele. Nessa altura ele mantinha um caso amoroso com a atriz húngara Zsa Zsa Gabor. O casamento com Barbara aconteceu a 30 de dezembro de 1953 e ela tudo fez para o afastar de Gabor, tendo até comprado tantos fatos que ele rapidamente de tornou num dos dez homens mais bem vestidos do mundo. Também comprou um avião que ele viria a utilizar para se encontrar mais facilmente com a amante Gabor. Barbara logo percebeu que não seria a mulher exclusiva neste casamento: vendeu o avião e divorciou-se rapidamente de Rubirosa em 1954, dando-lhe 3,5 milhões de dólares.
Este casamento foi o mais curto de Barbara, tendo durado somente 53 dias.

### Gottfried von Cramm
O barão Gottfried von Cramm, nascido Gottfried Alexander Maximilian Walter Kurt Freiherr von Cramm (1909 — 1976), era um aristocrata alemão e famoso jogador de ténis. Ele e Barbara eram amigos há anos, tendo ela ajudá-lo a escapar à morte durante o regime nazi, depois de ele ter sido preso devido a acusações de homossexualidade. Reencontram-se durante uma festa organizada por uma amiga comum, reatam a amizade e Barbara, precisando de um ombro amigo, concorda em casar-se com ele, o que acontece em 1955.
Um dia, quando Barbara regressa a casa depois de uma ida às compras, encontra o seu marido na cama nos braços de um homem. Apesar de tentarem salvar o casamento de uma forma adulta, Barbara chega à conclusão que o comportamento do barão não a iria ajudar no momento conturbado desta fase da sua vida e divorciam-se em 1959.

### Raymond Doan
No Verão de 1957, Barbara conhece em Veneza James Henderson Douglas III. Desde o primeiro encontro, ficou claro que ele pretendia simplesmente a sua companhia e amizade e assim a acompanhou de forma desinteressada, fazendo o possível para a manter livre das drogas e álcool. Barbara e James viajaram por todo o mundo e esta foi uma boa fase da sua vida. Em 1959 os dois viajam para o México, onde Barbara constrói em Cuernavaca uma mansão japonesa, decorada e com empregados a servir vestidos no estilo japonês. Dá-lhe o nome de Sumiya, conceito japonês que significa paz, tranquilidade, criatividade, saúde e longevidade (atualmente é o Hotel Camino Real Sumiya).
Nesta altura, Barbara recebe a visita do seu filho Lance após anos de afastamento em escolas particulares e esse reencontro é desastroso. Lance encontra a mãe num estado deplorável e discutem de uma forma tão violenta que ele a abandona imediatamente. Neste instante, Barbara percebe como tinha ela própria tinha desperdiçado a sua vida sem o único filho.
Desesperada, volta em 1960 para o seu palácio em Tânger sem Douglas e retoma a sua vida dependente de drogas, álcool, cigarros e festas intermináveis. Nesta altura conhece Lloyd Franklin, um inglês de 23 anos que cantava e tocava guitarra no "Dean´s Bar", muito popular em Tânger. Barbara apaixona-se novamente e embora nunca tenham casado viveram juntos, tendo Franklin recebido muitos presentes valiosos.
Barbara encontrava-se nesta altura muito fragilizada, física e psicologicamente e tornou-se uma presa fácil para dois irmãos que viviam em Tânger.
Raymon Doan, um químico do Vietname organizou um esquema com o seu irmão de forma a conquistá-la através de uma série de poemas românticos e cartas de amor. Apesar de avisada pelos seus amigos do interesse financeiro de Doan, Barbara casa com ele em 7 de abril de 1964.
Doan era budista e considerava-se um artista, convencendo Barbara a comprar-lhe um título nobiliárquico. Na embaixada do Laos em Rabat, Barbara compra o título de "Príncipe de Vinh na Champasak". Este seria o último casamento e título para Barbara. O divórcio acontece em janeiro de 1969 e o Príncipe Pierre Raymond Doan Vinh na Champassak recebe 2 milhões de dólares.

## Estilo de vida
Barbara Hutton foi um ícone da moda do seu tempo. Em 2005, o estilista John Galliano refere Hutton como inspiração para a sua coleção de Primavera e revela - "Ela é fantástica e toda aquela época em que viveu, a sua generosidade, as influências que teve na moda da costa oeste e toda a sua energia positiva". Barbara posou para a revista Vogue e os media estavam sempre atentos às novidades que trazia.
Ao longo dos anos, foi reunindo uma coleção impressionante de jóias e possuiu a mais valiosa coleção de esmeraldas do mundo. Em 1936, pagou 1,2 milhões de dólares por uma coleção histórica de esmeraldas que tinham pertencido a Catarina, a Grande, Imperatriz da Rússia. Adquiriu outras jóias históricas de valor inestimável que tinham pertencido à Rainha Maria Antonieta de França, à Imperatriz Eugénia de França e à Rainha D.ª Amélia de Portugal. De 1947 até 1975, Barbara passa o Verão em Tânger, no seu palácio Sidi Hosni e era conhecida pelos locais como a "Rainha de Medina".As festas que dava eram lendárias e o baile anual que organizava era o evento social da época. A presença na festa era muito cobiçada; Barbara enviava mi convites mas só 200 pessoas eram escolhidas, as outras ficavam à porta retidas pelos seguranças. Nestas festas, Barbara adornava-se com as suas melhores jóias e sentava-se numa espécie de trono, tendo por trás o histórico tapete do século XV que tinha pertencido ao Marajá de Tripura. Este tapete, comprado numa viagem à Índia, era bordado a fios de ouro e cravejado de pedras preciosas, diamantes, rubis, esmeraldas e pérolas. Como estas pedras eram ocasionalmente roubadas, Barbara tinha que manter seguranças a vigiar nas festas e além disso, em cada quarto da casa havia um relógio de 10 000 dólares da Van Cleef & Arpels. Neste palácio das Mil e uma Noites, dava festas para amigos e conhecidos de todo o mundo, pagando viagens e hotel. A presença de Barbara foi uma bênção para o turismo de Tânger e ainda hoje, turistas perguntam pela localização do seu palácio. Quando não estava em Tânger nem a viajar, Barbara instalava-se numa suite no Hotel Ritz ou no seu apartamento em Paris, no Pierre em Nova Iorque ou em Sumiya, sua casa em Cuernavaca, México.
Barbara teve, ao longo da sua vida, atitudes de generosidade invulgares, como oferecer a amigos e até mesmo desconhecidos presentes como um Rolls-Royce, um Patek Philippe, jóias, roupas caras e até uma casa. Em agosto de 2012, a empresa de moda francesa Lanvin colocou à venda uma coleção de jóias especial em homenagem à bilionária. Em março de 2013 é leiloado um Ferrari 365 GTC de 1969 que lhe tinha pertencido. Este raro modelo tinha sido personalizado pela Ferrari sob encomenda de Hutton e atinge o valor de 1,072 milhão de dólares. Em abril de 2014, um colar de jadeíte que lhe tinha pertencido é leiloado pela Sotheby's em Hong Kong e é adquirido pela Coleção Cartier por 27,44 milhões de dólares, estabelecendo um recorde mundial para uma jóia de jadeíte e para uma jóia da Cartier.
O iate "Mälardrottningen" que lhe foi oferecido pelo pai quando completou 18 anos, está permanentemente atracado no ilhéu de Riddarholmen, em Estocolmo. Esta embarcação, construída em 1924, foi o primeiro iate a nível mundial com propulsão a gasóleo. Conhecido na altura como Lady Hutton, seria vendido em 1940 por Barbara à Marinha Real Britânica pelo preço simbólico de 1 libra esterlina. Após ser salvo da sucata e recuperado por um grupo de empresários suecos que investiram 2,5 milhões de dólares, é hoje um hotel de luxo flutuante com um restaurante gourmet e uma localização privilegiada, perto do Conselho Municipal de Estocolmo.

## Anos finais
Em 24 de julho de 1972 Bárbara recebe a terrível notícia da morte do seu único filho. Lance Reventlow e todos os passageiros, não sobrevivem à queda do avião privado que os transportava no norte de Aspen, Colorado. Barbara fica num estado tal de desespero e angústia que nem comparece às cerimónias fúnebres do seu filho. A partir daqui precisa cada vez mais das drogas para viver e aparece por vezes alcoolizada em público, gastando o seu dinheiro de forma descontrolada. Relaciona-se com homens mais novos e pessoas desconhecidas, a quem dá dinheiro, pulseiras de diamantes e outras jóias valiosas. A sua fortuna diminui consideravelmente, devido a gastos excessivos e alegados negócios duvidosos por parte do seu advogado de sempre, Graham Mattison. Por último, chega ao ponto de ter que vender o seu património para poder sobreviver. As suas propriedades e jóias são vendidas por uma fração do seu preço. Pede aos seus criados para procurarem as pessoas a quem tinha oferecido jóias para as reaver; poucas devolveram.
No verão de 1975, Barbara faz a sua última visita a Tânger, onde tinha fixado residência legal por motivos fiscais. Vive os seus últimos anos numa suite de quatro quartos no luxuoso Regent Beverly Wilshire Hotel, em Beverly Hills, já com a sua saúde bastante debilitada. Por vezes aparecia no bar e conversava com as pessoas, dando por vezes uma jóia em reconhecimento da sua atenção.

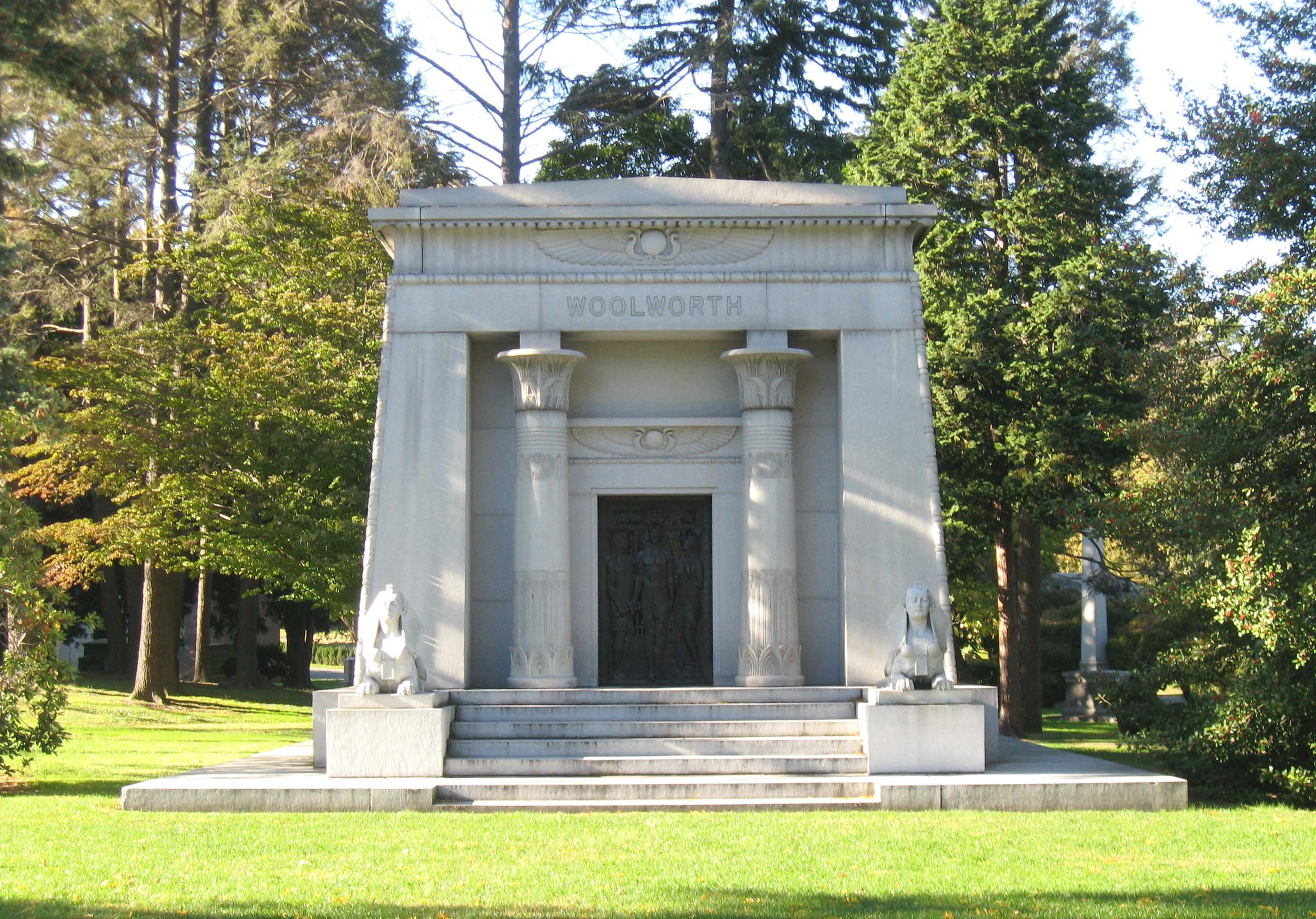
Mausoléu da família Woolworth, no Cemitério de Woodlawn (2008).

Entretanto, a sua saúde vai piorando até que fica imobilizada na cama, precisando de criadas para a alimentarem e cuidarem da sua higiene pessoal. O seu ex-marido Cary Grant é dos últimos amigos a visitá-la.
Bárbara morre de ataque do coração em Los Angeles, a 11 de maio de 1979, com 66 anos de idade.
 O seu testamento é executado e faz-se um discreto leilão dos poucos bens que sobraram. Na altura da sua morte, restavam no banco apenas 3,5 mil dólares da sua fortuna.
A cerimónia fúnebre teve lugar em 25 de maio, foi privada e sem a presença da imprensa. Participaram apenas dez pessoas, entre amigos e familiares. Entre eles, a sua prima Dina Merrill e o seu marido na altura Cliff Robertson, que leu um poema de Barbara intitulado The Enchanted (A Encantada).
Barbara Woolworth Hutton está sepultada no mausoléu da família Woolworth construído pelo seu avô, no Cemitério de Woodlawn, no Bronx, Nova Iorque, junto dos seus avós, mãe e filho.

## Informação biográfica
Vários livros foram escritos sobre a vida de Barbara Hutton, entre os quais:
- Barbara Hutton: A Candid Biography, por Dean Jennings. (edição de F. Fell, 1968, 301 páginas)
- Million Dollar Baby: An Intimate Portrait of Barbara Hutton, por Philip Van Rensselaer (edição de Putnam, 1979, 285 páginas)
- Poor Little Rich Girl: The Life and Legend of Barbara Hutton, por C. David Heymann. (edição de L. Stuart, 1984, 390 páginas)
- In Search of a Prince: My Life with Barbara Hutton, por Mona Eldridge. (edição de Sidgwick & Jackson, 1988, 210 páginas)

Em 1987, foi filmada uma série para a televisão, intitulada Poor Little Rich Girl: The Barbara Hutton Story. A atriz Fairuza Balk desempenhou o papel de Barbara com doze anos e Farrah Fawcett como protagonista no papel de Barbara Hutton. Esta minissérie ganhou em 1988 o Globo de Ouro de melhor minissérie ou filme para televisão.